# 2009 (szám)
A 2009 (római számmal: MMIX) egy természetes szám.

## A szám a matematikában
A tízes számrendszerbeli 2009-es a kettes számrendszerben 1111011001, a nyolcas számrendszerben 3731, a tizenhatos számrendszerben 7D9 alakban írható fel.
A 2009 páratlan szám, összetett szám, kanonikus alakban a 72 · 411 szorzattal, normálalakban a 2,009 · 103 szorzattal írható fel. Hat osztója van a természetes számok halmazán, ezek növekvő sorrendben: 1, 7, 41, 49, 287 és 2009.
29 különböző szám valódiosztó-összegeként áll elő, ezek közül a legkisebb a 4491.
A 2009 helyen az Euler-függvény helyettesítési értéke 1680, a Möbius-függvényé 0, a Mertens-függvényé 4.